# فيرجينيا غراندز (فلوريدا)
فيرجينيا غراندز (بالإنجليزية: Virginia Gardens, Florida)‏ هي بلدة تقع في الولايات المتحدة في مقاطعة ميامي داد (فلوريدا). يقدر عدد سكانها بـ 2,348 نسمة ومساحتها 0.8 كم2 وترتفع عن سطح البحر 1 متر.